# Phil Bardsley
Phillip Anthony Bardsley (28 de juny de 1985) és un futbolista professional escocés que juga com a defensa pel Burnley FC anglés i per l'equip nacional escocés. Tot i haver nascut a Anglaterra, Bardsley és convocable gràcies a que el seu pare va nàixer a Glasgow.